# エンジニアブーツ

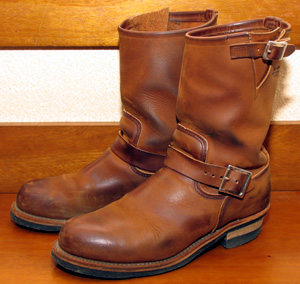
履き込んだレッドウィング社のエンジニアブーツ。型番RW-8267 オイルドヌバックを用いた日本限定モデル。

エンジニアブーツ（英:Engineer Boots ）とは、主にエンジニアに用いられていたワークブーツや安全靴の一種である。

## 特徴

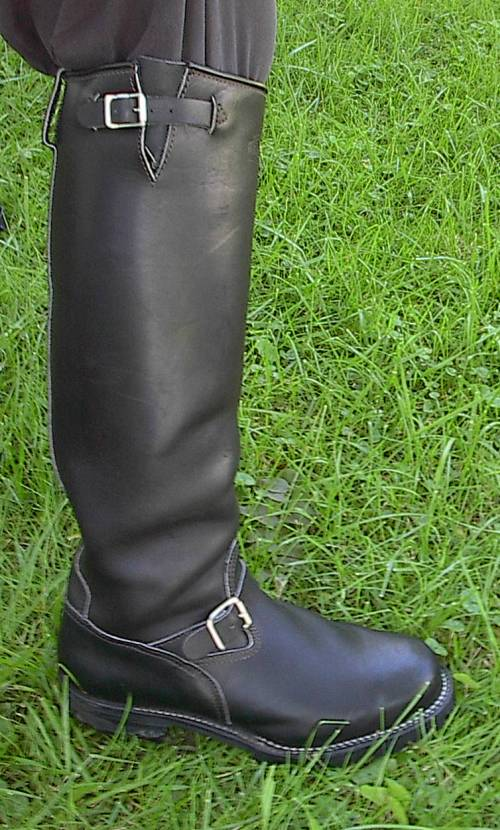
膝丈、ローヒールのエンジニアブーツ

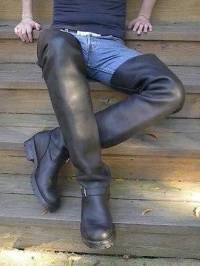
太ももまでの高さがあるWesco エンジニアブーツ（サイハイブーツ）

靴紐は、作業者が足下のモノに紐を引っ掛ける恐れがあるため除外され、替わりにベルトが甲から踝あたりについている。ベルトにはバックルが足の外側に配置され、ベルト長を調整できるようにしている。
上述のベルトの他に、次のような特徴を持つことが多い。
- 爪先を守るため爪先に鉄製かプラスチック製のカップが内蔵されている。
- ブーツインの際に適度に脹脛部を締めることにより裾が出てくるのを防ぐため、筒部の最上部に小さなバックルつきのベルトがついている。
- トウはプレーンタイプである。
- ブーツの高さは10インチから18インチの高さが一般的である。ただし最も長いものでは38インチ（股下まで）ある場合がある。また、ショートエンジニアブーツと呼ばれる8インチ以下のものもある。
- 基本的には厚手の丈夫な黒、または茶色の革（カウハイド、ホースハイド等）が用いられる。また、スエードを用いるものもある。
- オートバイ操作や機械操作のため、爪先の内側をレザーパッチで補強する場合がある。また、ナイフポケット、カードポケットなど付ける場合もある。

## 歴史
エンジニアブーツはアメリカ合衆国で生まれた作業用ブーツである。起源には二つの説がある。
ひとつは1937年にウィスコンシン州、チペワホールズ市の靴メーカーChippewa Shoe Manufacturing Company（現在のチペワ）が細身の乗馬用靴として現在のエンジニアブーツのスタイルを持つ「イングリッシュ　ライディング　ブーツ（English Riding Boot）」を作成した。このブーツは大手百貨店のシアーズがチペワエンジニアーズとして発売し、最初は土地測量技師達が使用した。このあと、このブーツがエンジニアブーツと呼ばれるようになったとされる。
もうひとつはオレゴン州ポートランドに拠点を持つWest Coast Shoe Company （現在のウエスコ）が1938年に最初のエンジニアブーツを作成したとされる。このエンジニアブーツは第二次世界大戦時にポートランドの造船所の作業員のために作成されたとされる。
1950年代から1960年代のアメリカの若者文化において、エンジニアブーツが重要なアイテムとなっている。当時の暴走族文化を描いた1953年の映画『乱暴者』（原題：The Wild One）では主人公はライダースジャケット、ジーンズ、エンジニアブーツという出立ちである。このスタイルは現在のバイカー達にも愛されている。
その後、ビリー・ジョエルは『イタリアンレストランで』（原題：scenes from an italian restaurant）でレザージャケット、ジーンズ、エンジニアブーツを着ていた青春時代を歌い、エンジニアブーツが広く知られるようになった。

## ファッションアイテムとして
最近では、安全靴としてではなくファッションの一部として取り入れられている。
アッパーに起毛素材や高級な皮革を用いてファッション性のみを追求した、もはや安全靴の域を脱したエンジニアブーツもある。
また、その安全性とファッション性から、オートバイの運転時に履かれることもある。オートバイ専用のライディングシューズに比較すれば、防御カップの存在やソールの堅さがクラッチ操作に必ずしも向いていないこと、転倒時のケガ防止のための専用のプロテクターをもたないこと、重量があることなど弱点はあるが、低価格のものが多いこと、デザイン性に優れたものが多いこと、胴の内側に紐やベルトがないため運転の邪魔にならないこと、さらに丈夫な革が事故時の怪我からライダーを守ること、耐候性に優れることなど、一般の運動靴や革靴などと比較してオートバイの運転に適したブーツである。このため、1950年代から1960年代のアメリカ合衆国で暴走族がエンジニアブーツを使用し、現在もエンジニアブーツには不良的、反社会的なイメージがある。

## 注意点
エンジニアブーツはもともと作業用に作られたものなので、次のことに留意しておく必要がある。
- エンジニアブーツは、専用のソール（ネオプレーンソールなど）を使っていることが多い。このソールは耐油や耐磨耗には優れているが、有機溶剤や洗剤には溶けるため、清掃や塗装などの作業時に着用すると床面を汚してしまうので注意が必要である。またソールの形状（パターン）がいわゆるビブラムソールとは違い滑りやすいため、登山などには不向きである。
- トウのカップは革を傷め（傷つき）易くする原因である。
- 空港などの金属探知機付きゲートを通過するとき、ほとんどと言っていいほど検査に引っかかる。
- 他のライディングブーツ同様、胴が細いため脱着が容易ではない。簡単に脱ぐためにブーツジャックを用いたり、簡単に履くための専用の靴べらも存在する。
- 丈夫な革により作られているため、足に革を馴染ませるのに時間がかかる。革が馴染む前に足の痛みに耐えられず、使用を諦める者も多い。ブーツ用の靴下やインソールを使用して、根気強く履きこむ必要がある。
- 本格的な仕様のエンジニアブーツは片足の重量が1kgを超えるものが普通である。この重さを履きこなすのは容易ではない。（ただし、振り子の原理で靴が重いほうが歩きやすいと考える者もいる。）

## 製造会社
エンジニアブーツは同タイプのデザインの物がさまざまな会社から発売されている。メーカーを値段別に分けると次のようになる。
安価
- ゴリラ - アメリカの靴メーカー、歴史は長い。
- ゲッタグリップ - イギリスの靴メーカーでドクターマーチンの姉妹ブランド
- ホーキンス
- アビレックス(AVIREX)
- シエラデザインズ(SIERRA DESIGNS)

価格としては普通
- レッドウィング - アメリカ

日本でエンジニアブーツといえば、ほぼレッドウィング社製のエンジニアブーツ（RW-2268）を指すであろう。トウが低くシャープなシルエットでヒールはアーチを描いている。光沢のある革。ブーツカットのジーンズによく合う。
レッドウィングジャパンの設立に伴い、ミドリインターナショナル（ミドリ安全のグループ会社）に 代わってレッドウィングジャパンが日本の正規輸入代理店となった。
- チペワ（CHIPPEWA）社 - アメリカ

高価
- 安藤製靴 - 日本
- ロンウルフ - 日本

非常に高価
- ホワイツブーツ（White's Boots）
- ウエスコ（WESCO）社